# Kovdorskij rajon
Il Kovdorskij rajon (in russo Ковдо́рский район?) è un rajon dell'Oblast' di Murmansk, nella Russia europea; il capoluogo è Kovdor. Istituito nel 1930, ricopre una superficie di 4.066 chilometri quadrati e nel 2009 ospitava una popolazione di circa 22.000 abitanti.